# Tjelovek na svojom meste
Tjelovek na svojom meste (russisk: Человек на своем месте) er en sovjetisk spillefilm fra 1972 af Aleksej Sakharov.

## Medvirkende
- Vladimir Menshov som Semjon Bobrov
- Anastasiya Vertinskaya som Klara Veresova
- Armen Dzhigarkhanyan som Artasjes Kotjarjan
- Lev Durov som Ivan Gorbatjov
- Viktor Avdyushko som Vasilij Serov